# 博里尼亞
49°4′40″N 22°59′43″E / 49.07778°N 22.99528°E
博里尼亞（羅馬化：Borynia）是烏克蘭西部利沃夫州桑比爾區博里尼亞市鎮的鎮，同時為該市鎮的行政中心。該鎮處於比拉河畔，始建於1724年，面積7平方公里，2022年人口1,375，人口密度每平方公里268.14人。